# コロンバス (ネブラスカ州)
コロンバス（Columbus）は、アメリカ合衆国ネブラスカ州の都市。プラット郡の郡庁所在地である。人口は2万4028人（2020年）。オマハの西135km、州都リンカーンの北西120kmに位置する。プラット郡1郡のみで成る都市圏を形成している。プラット川に面している。

## 歴史

### 先史時代

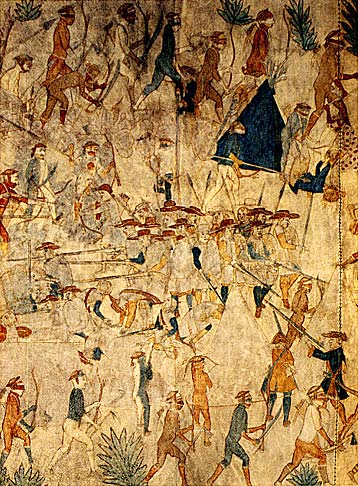
ビヤスール隊を包囲し、破ったポーニー族

18世紀、ループ川がプラット川に合流するこの地にはネイティブ・アメリカンのポーニー族、オト族、ポンカ族、オマハ族等が住み着いていた。ポーニー族はロウアー・ループ文化を興した部族を祖先に持つと考えられている。 オト族は18世紀初頭に、アイオワ中部からプラット川下流域に移り住んだ。近縁にあるオマハ族とポンカ族は、18世紀中盤にオハイオ川がミズーリ川に注ぐ合流点の周辺地域から ミズーリ川沿いへと移り住んだ。
1720年、四カ国同盟戦争の最中、ペドロ・デ・ビヤスール率いるスペイン隊は、ミズーリ川流域におけるフランスの活動についての情報を収集するため、ヌエボ・メヒコの首都サンタフェからこの地に遠征してきた（ビヤスールの遠征）。同年8月14日、フランスと同盟関係にあったこの地のポーニー族およびオト族は、現在のコロンバス市があるこの地の南で、野営していた遠征隊に攻撃を仕掛け、わずか数分の間に、司令官ビヤスール以下スペイン人35人、および同隊に同行していたプエブロ・インディアン11人を虐殺した。同隊の生存者はこの地を去り、サンタフェへと逃げ帰った。
19世紀に入ると、カーニー砦からララミー砦へと至る、プラット川・ノースプラット川沿いを通る「グレート・プラット・リバー・ロード」が西部探索の主要ルートになった。プラット川北岸に沿って西進する者たちにとって、土手の地盤が緩く、流砂もあったループ川は大きな障害であった。渡し船や橋も無かったため、ほとんどの者はループ川をかなり上流まで遡ってから渡った。例えば、モルモン教徒の第1陣は、現在のフラートンの下流約5kmまで、つまりこの地からは上流へ約60km、ループ川を遡った。

### 創設と初期
1856年5月28日、オハイオ州コロンバス出身者を中心とするコロンバス・タウン・カンパニーによって、大陸横断鉄道の予定ルート上にあったこの地に、コロンバスの町が創設された。コロンバスの町のすぐ西には、1855年にネブラスカ準州会からループ川での渡し船の運航を認可された、ジェームズ・C・ミッチェル率いるエルクホーン・アンド・ループ・ブリッジ・アンド・フェリー・カンパニーが、ポーニーという名の町を創設した。やがて1856年11月、コロンバス・タウン・カンパニーとコロンバス・タウン・カンパニーは統合された。
創設当初は、コロンバスの町域にあたる土地はまだポーニー族のものであった。しかし、翌1857年、ポーニー族はその後ナンス郡となった土地に創設された居留地を除く、ネブラスカ州内の土地をすべて放棄するという条約に調印した。
1858年、プラット郡議会はコロンバスの町制施行法案を可決した。この時の人口はわずか16人であった。町制施行からほどなくして、コロンバスにはプラット郡の郡庁が置かれた。同年、陸軍の勧めで、ループ川の渡し船が運航を開始した。後世の文書によると、ミッチェルの会社は渡し船を運航する権利は得たものの、実際の運航には失敗したようであった。

### 鉄道の開通と成長

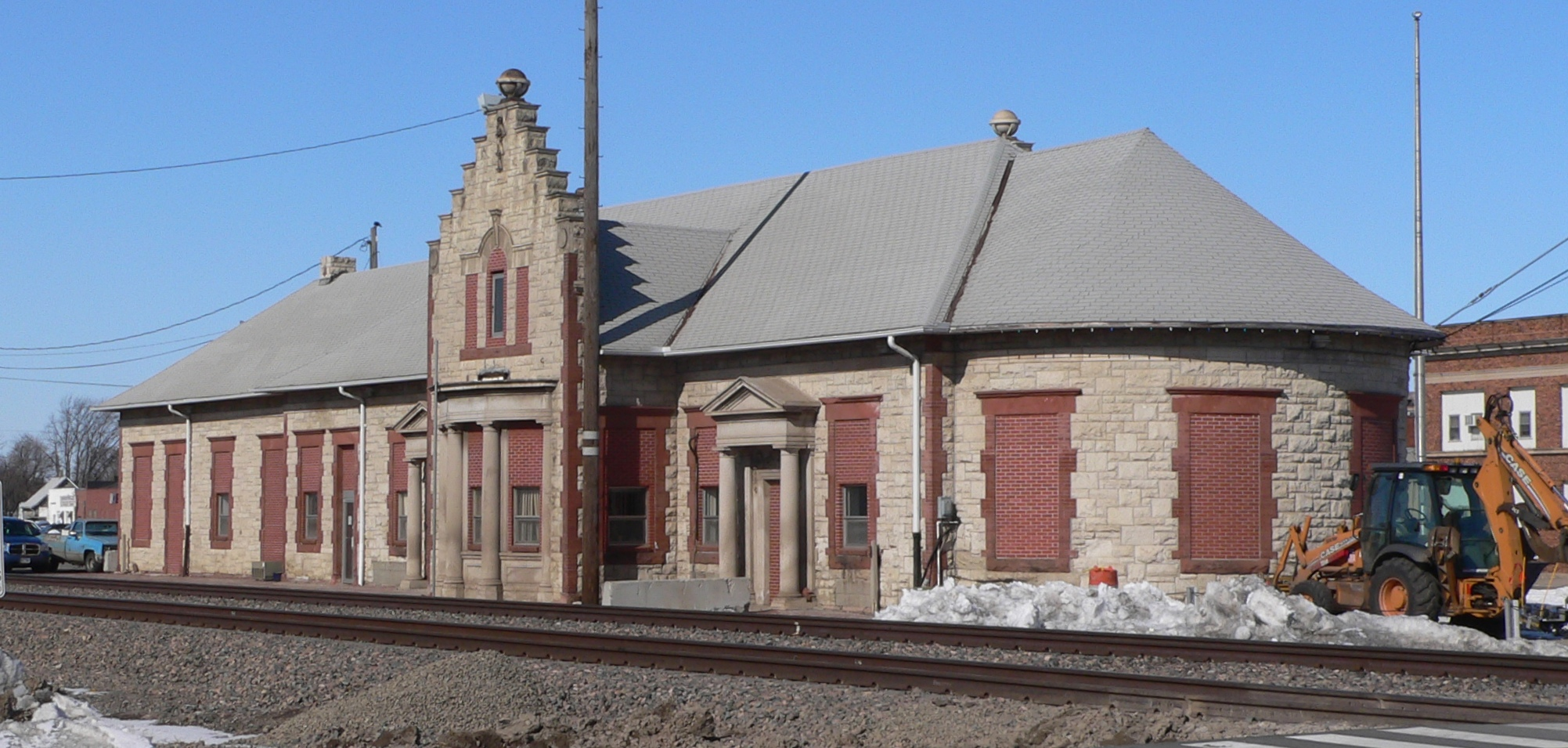
コロンバスのユニオン・パシフィック鉄道駅

1863年にオマハからの大陸横断鉄道、ユニオン・パシフィック鉄道の建設が始まるまで、コロンバスの町の成長は極めて緩やかなものであった。しかし、ホームステッド法がその前年に制定されたこともあって、 この地を含むグレートプレーンズ地域は入植者を惹きつけ、その移入に伴う交通量が激増した。ループ川の渡し船は舟橋に代えられた。この舟橋は夏季のみ使われ、冬季には撤去された。やがて1866年6月2日、ユニオン・パシフィック鉄道はコロンバスまで開通した。この時の人口は75人であった。

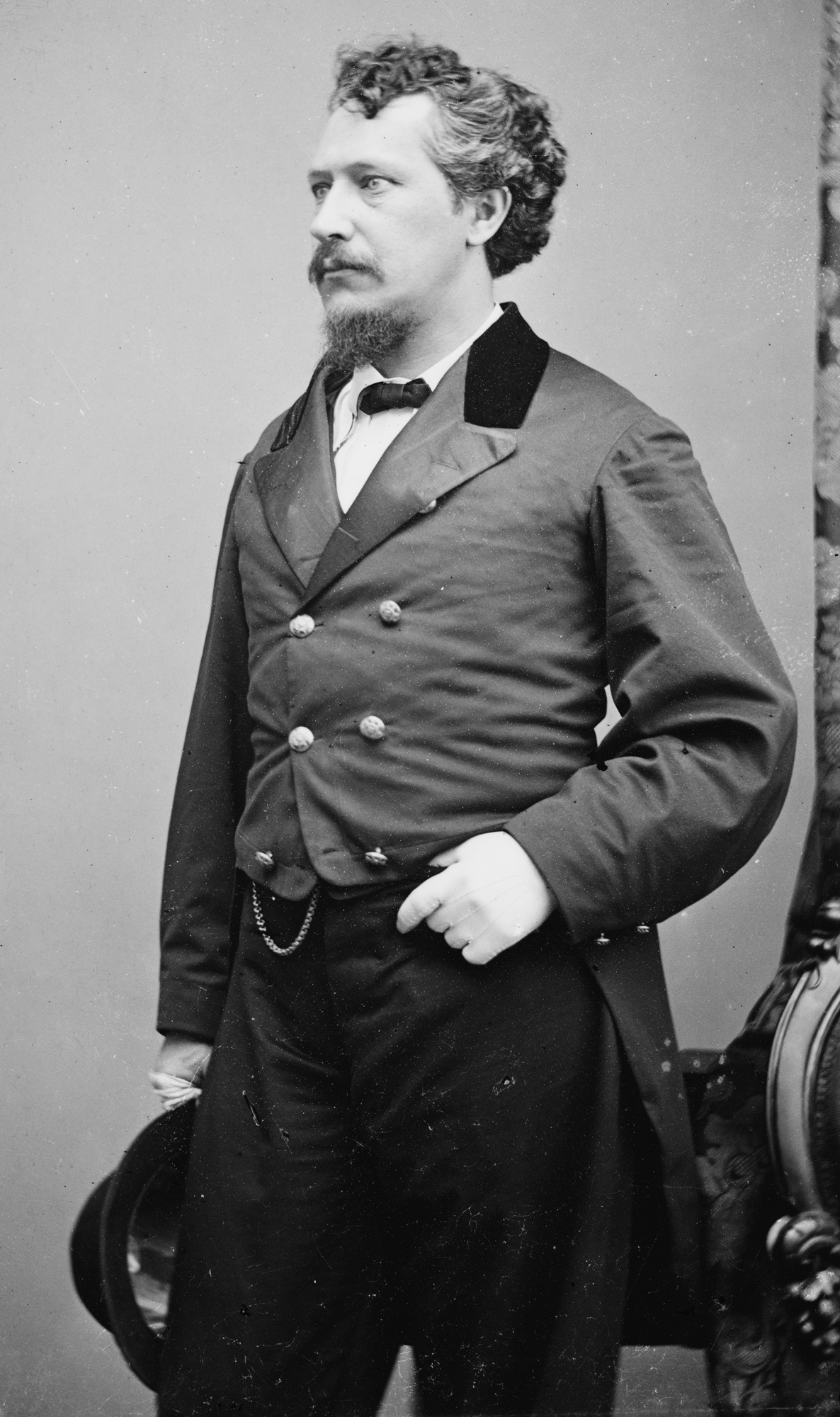
ジョージ・フランシス・トレイン

精力的で奇抜な実業家ジョージ・フランシス・トレインは、ユニオン・パシフィック鉄道に沿って大陸を横断する、「街を連ねたハイウェイ」の建設を構想し、コロンバスをその1つと位置付けた。1865年、トレインはコロンバスの土地数百区画を購入した。その翌年、クリーブランドという町の予定地が近くに創られると、トレインはそれをコロンバスでの計画に対する脅威と捉え、その予定地に建っていたたった1軒の建物であったホテルを買い取り、コロンバスに移設し、自分の会社の社名であるクレジット・フォンシャー・オブ・アメリカにちなんでクレジット・フォンシャー・ホテルに改名した。トレインはこのホテルに1部屋だけ、大統領の宿泊用に部屋を永久に空けておいた。また、トレインは、合衆国の首都はその地理重心にあるべきと信じ、「連邦の新しい中心、そしておそらく未来の合衆国の首都」とコロンバスを宣伝した。
プラット郡における農業の発展と鉄道交通の発展の両方が相まって、1870年代にコロンバスは大きく成長し、周辺8郡にまたがる地域の通商の中心地になった。1875年にブラックヒルズでゴールドラッシュが起こると、コロンバスの商人たちはこの町を、金を掘り当てようとする者たちがその準備や身支度をし、鉄道で金鉱へと発つ地として宣伝した。
1879年、コロンバスは鉄道会社の争いの舞台となった。この年、バーリントン・アンド・ミズーリ川鉄道（現BNSF鉄道）はリンカーンからコロンバスを経由して州北西部へと通ずる路線の建設を提案し、建設費100,000ドルの債券発行を可決するようプラット郡の住民を促した。すると、ユニオン・パシフィック鉄道に出資していた資本家ジェイ・グールドはこの路線との競合を恐れ、法案を通したら全力でコロンバスを寂れさせると脅迫したが、法案は可決された。バーリントン・アンド・ミズーリ川鉄道はリンカーンからの路線をコロンバスに開通させたが、提案とは異なり、コロンバスをその路線の終着とした。ネブラスカ州を斜めに走る同社の路線は、コロンバスではなく、グランドアイランドでユニオン・パシフィック鉄道と交差するように建設された。これに対し、グールドはユニオン・パシフィック鉄道の子会社オマハ・ナイオブララ・アンド・ブラックヒルズ鉄道を、コロンバスの北西、ロストクリークでループ川を渡らせ、そのまま南下してコロンバスを経由することなく、ジャクソン（後にダンカンに改名）でユニオン・パシフィック鉄道本線に合流させるように建設させるという形で報復した。しかし1881年、ロスト・クリーク橋が詰まった河氷によって破壊され、これがコロンバスにとって幸運となった。最終的には、ユニオン・パシフィック鉄道は市から25,000ドルの寄付金を受け取る代わりに、コロンバスまでループ川北岸を通るようにこの路線の経路を変更することに合意した。

### 自動車の時代
1911年、カンザス州サライナで国際メリディアン・ロード協会が設立され、西経97度線にほぼ沿ってウィニペグからテキサス州ラレドへ、そしてメキシコシティへと至るメリディアン・ハイウェイの建設プロジェクトが立ち上げられた。同年9月、コロンバスでの会合で、このプロジェクトの発起人ジョン・ニコルソンがこの道路の建設の支持を呼びかける演説を行い、ネブラスカ・メリディアン・ロード協会が発足した。大陸を南北に縦断するこの道路は、コロンバスでプラット川およびループ川を橋で渡ることになった。1922年、この道路は州道に指定された。1924年、サウスダコタ州ヤンクトンでサウスダコタ・ネブラスカ州境になっているミズーリ川にメリディアン・ハイウェイ橋が架けられ、季節運航であった渡し船から代えられたことにより、この道路はカナダからメキシコまで通年通行可能になった。1928年、この道路は国道81号線に指定された。

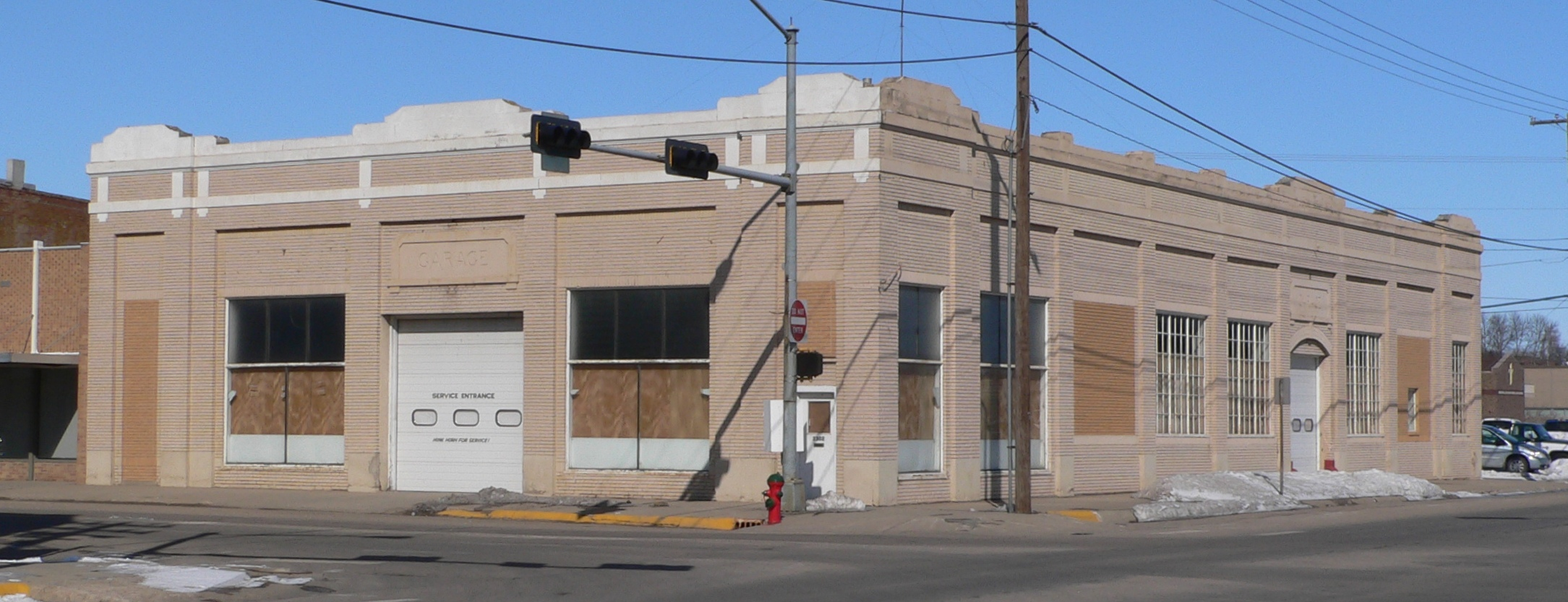
1915年に市中心部に建てられたリンカーン・ハイウェイ・ガレージ

1913年、大陸を東西に横断する道路として、リンカーン・ハイウェイが開通した。ネブラスカ州内においては、この道路はプラット川に沿って通り、ひいては、その約半分はユニオン・パシフィック鉄道のすぐ隣を通った。この道路もまた、コロンバスでループ川を橋で渡った。1926年、この道路は国道30号線に指定された。
大陸を横断・縦断するこれら2本の自動車道が交わる立地から、20世紀初頭のコロンバスの中心部では商業が発展し、ホテルの増築や新築が相次ぎ、車庫も造られた。また、自動車での通行者にとってコロンバスをより魅力のある町にするため、市は街灯の設置や街路の舗装を進めた。1925年頃までには、市内の主な街路は全て舗装され、23rdアベニューから29thアベニューまでの13thストリート沿いには商用の建物が建ち並んだ。
世界恐慌の影響で、1930年代のプラット郡の農村部は壊滅的な打撃を受けた。第一次世界大戦中の穀物や家畜の価格高騰は農地にバブルをもたらし、農家は農地を広げるために新しく購入した土地のみならず、既に所有していた土地をも抵当に入れていた。世界恐慌で農地や農産物の価格が暴落し、そこに1934-36年の干ばつによる不作が追い討ちをかけ、農地を手放さざるを得なくなる農家が続出した。

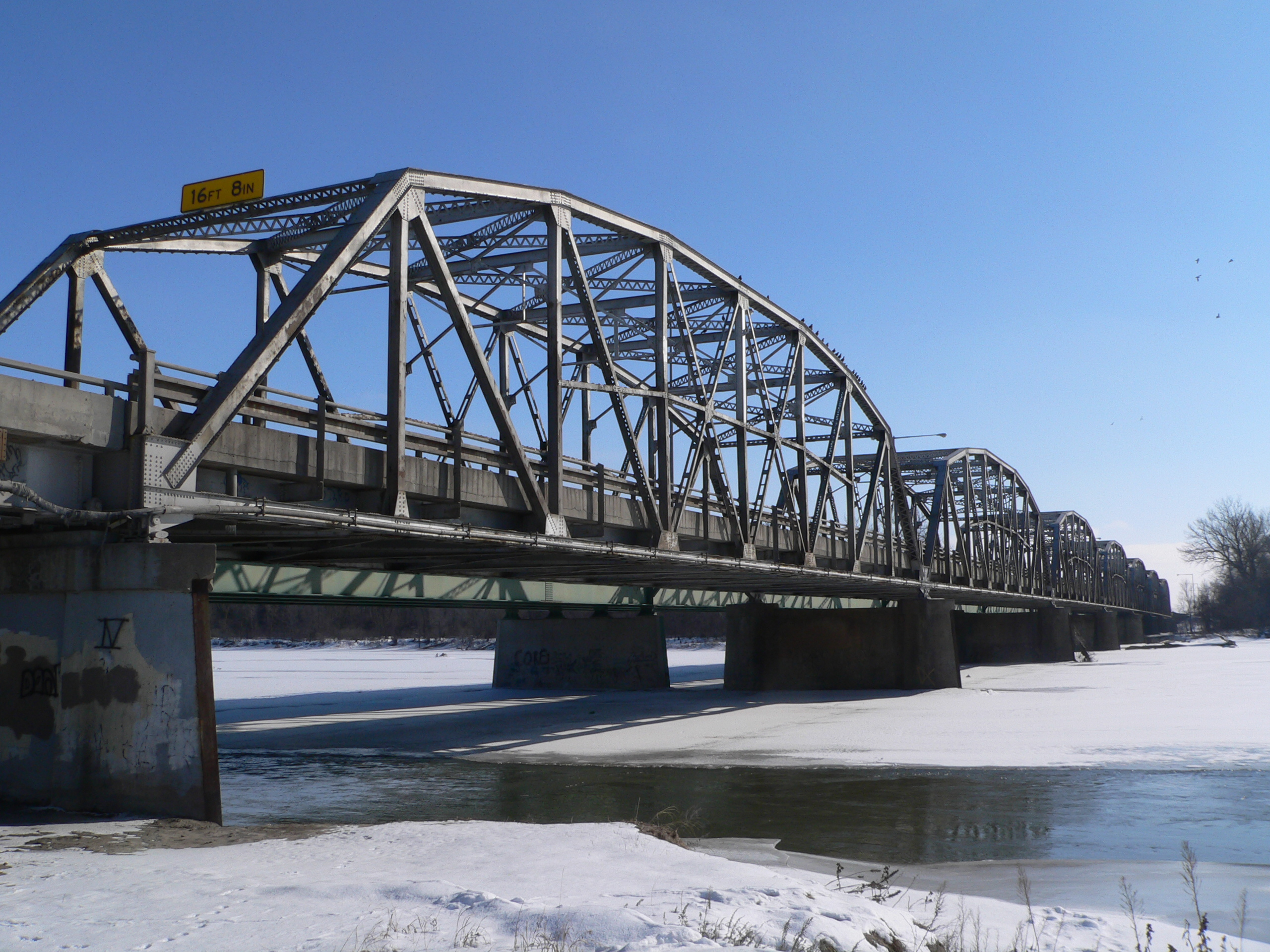
ループ川に架かる橋。現在では、1932年に架けられたトラス橋（手前）は南行2車線、後にすぐ下流側に架けられた桁橋（奥）は北行2車線に割り当てられている。

一方、コロンバスの市民・商人のリーダーはその時代、地元の建設プロジェクトに対する連邦や州の出資を積極的に求めた。1931年、メリディアン・ハイウェイおよびリンカーン・ハイウェイの両方がユニオン・パシフィック鉄道の線路をまたぐメリディアン陸橋が完成し、同線の平面交差が解消された。また、1930-31年にかけて老朽化したプラット川の橋が架け替えられ、1932-33年にはループ川に新しい橋が架けられた。

### 水力発電

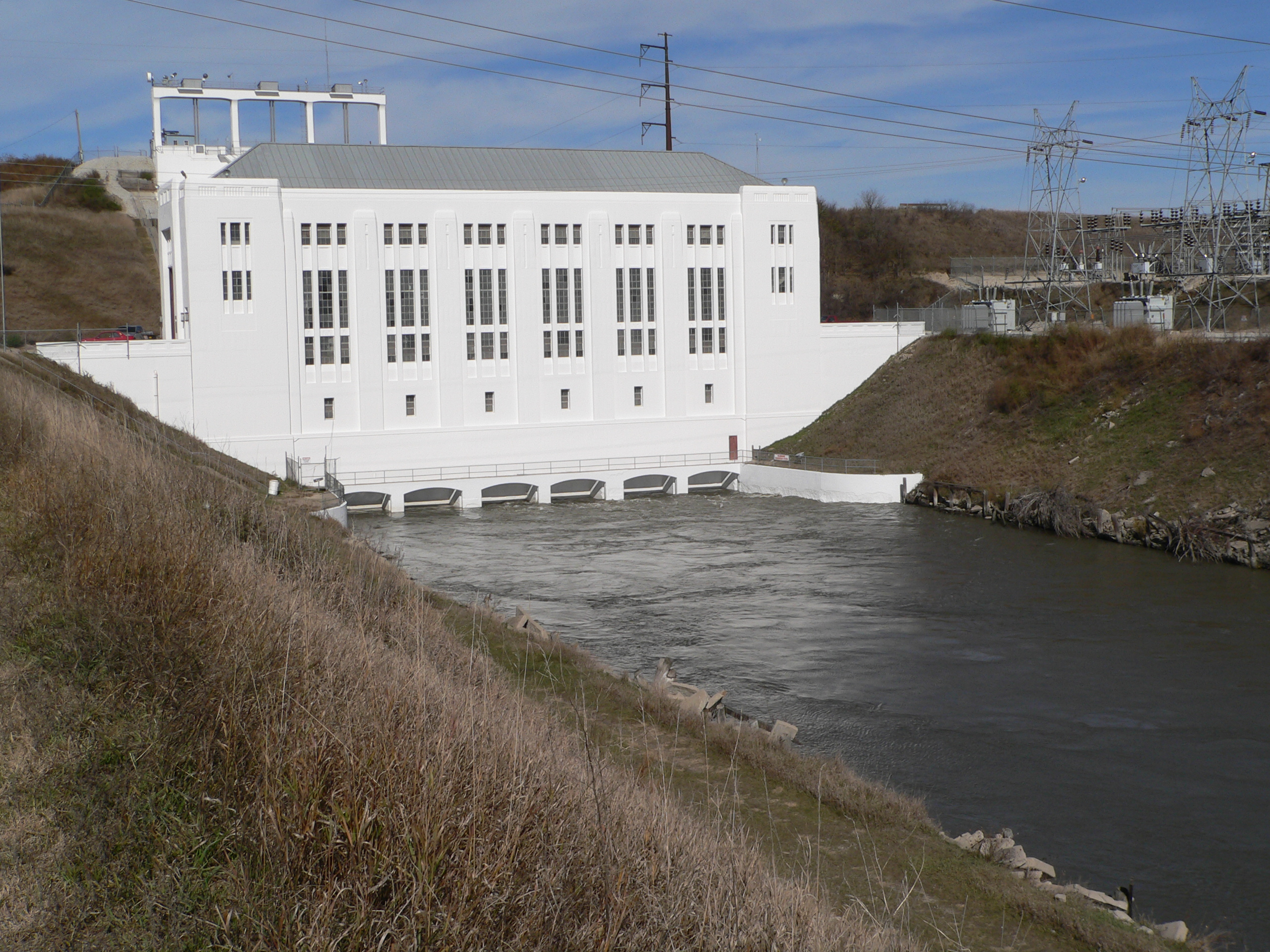
コロンバスのループ運河水力発電所

世界恐慌後のコロンバスにおける公共事業の中でも、最も大がかりであったものがループ・プロジェクトであった。これは、ナンス郡内でループ川に分水堰を設け、ループ川がプラット川に注ぐ合流点からさらに1マイル（1.6km）下流まで、35マイル（56.3km）にわたる運河を建設し、その水を灌漑や発電に用いるというものである。運河の流路上には2ヶ所に水力発電所が設けられた。1つはモンローの北に設けられたもので、7,800kWの出力を、もう1つはコロンバスに設けられたもので、45,600kWの出力を有していた。この事業には公共事業局による貸付および給付金730万ドルが投じられた。分水堰や運河、発電所の建設は1934年に始まり、いくつかの細かな部分以外は1938年9月に完成した。1936年10月の最大時には、この事業がもたらした直接雇用は1,352人を数えた。
ループ・プロジェクトの債務支払いのために、ループ川公共電力区はその電力の市場を見つけなければならなかった。しかし、農村部における電力網の普及は遅く、またネブラスカ州内の私有電力会社がこのプロジェクトから購入する電力は少量にとどまった。1935年の公共事業持株会社法制定によって、東海岸の持株会社がネブラスカの子会社を売却するインセンティブができても、プロジェクトの債務を理由に、銀行家はその売却益をループ・プロジェクトに融資することを渋った。
1939年、ループ・プロジェクトや州中部のプラット川で行われたトライ・カウンティ、サザーランド両プロジェクトから電力を購入し、消費者や公共事業者に売却することを目的とした、消費者公共電力区がコロンバスで創設された。最終的には、同区は私有電力会社を購入する資金として、収益事業債を発行する権限を与えられた。1942年までには、同区はオマハ周辺の一部を除いて、州内の私有電力会社をすべて購入した。1949年までには、最後まで残っていた私有電力会社も全て買い取り、ネブラスカは全米で唯一、公共の電力だけで賄われる州になった。

### 第二次世界大戦とその後
第二次世界大戦の開戦とともに、コロンバスの後援者は軍需工場の設置を求めるようになった。彼らは市北西部の90エーカー（364,000m2）の土地を購入し、そこに鉄道を引くよう、連邦政府を説得した。しかし、予定されていたアルミニウム押出成形工場の建設が始まる前に、そう遠くないうちに終戦を迎え、工場が不要になることが明らかになった。この土地は余剰資産として原価の数分の1の価格でループ・プロジェクトに売却され、プロジェクトによって工業用地へと転用された。1946年、ベーレン・マニュファクチャリング社がこの土地の一角に工場を建て、その後間もないうちに、残りの土地もすべて埋まった。

## 地理
コロンバスは北緯41度25分58秒 西経97度21分31秒 / 北緯41.43278度 西経97.35861度に位置している。オマハからは西へ約135km、州都リンカーンからは北西へ約120kmに位置する。市域はループ川がプラット川に合流する地点のすぐ上流、ループ川北岸の平坦な土地の上に広がっている。市の標高は441mである。
アメリカ合衆国国勢調査局によると、コロンバス市は総面積26.11km2（10.08mi2）である。そのうち25.51km2（9.85mi2）が陸地で0.60km2（0.23mi2）が水域である。 

### 気候
コロンバスの気候は蒸し暑い夏と乾燥して寒さの厳しい冬に特徴付けられ、気温の年較差の大きい内陸型の気候となっている。最も暑い7月の平均気温は約24℃、最高気温の平均は約32℃で、日中32℃を超えることは平年で月の半分、15日程度である。最も寒い1月の平均気温は氷点下6℃、最低気温の平均は氷点下11℃で、ほぼ毎日気温が氷点下に下がる。降水量は夏季の5月から8月にかけては多く、月間80-110mm程度、逆に冬季の11月から3月にかけては少なく、月間15-30mm程度である。春季・秋季には月間40-70mm程度である。年間降水量は665mm程度である。また、冬季の12月から3月にかけての月間降雪量は12-20cm、年間降雪量は73cmに達する。ケッペンの気候区分では、コロンバスは亜寒帯湿潤気候（Dfa）に属する。
|               | 1月  | 2月  | 3月  | 4月  | 5月  | 6月   | 7月  | 8月  | 9月  | 10月 | 11月 | 12月 | 年    |
| ------------- | ---- | ---- | ---- | ---- | ---- | ----- | ---- | ---- | ---- | ---- | ---- | ---- | ----- |
| 平均気温（℃） | -5.6 | -3.3 | 2.8  | 10.0 | 16.1 | 21.7  | 24.4 | 23.9 | 18.3 | 11.7 | 3.9  | -2.8 | 10.0  |
| 降水量（mm）  | 15.2 | 22.9 | 33.0 | 66.0 | 99.1 | 109.2 | 83.8 | 83.8 | 68.6 | 40.6 | 25.4 | 17.8 | 665.4 |
| 降雪量（cm）  | 14.7 | 13.2 | 20.1 | 4.0  | 0.5  | -     | -    | -    | -    | 0.3  | 8.1  | 12.2 | 73.1  |

### 都市概観
コロンバスの街路は整然と区画されている。東西方向の通り、南北方向の通りともに、そのほとんどに数字がついており、東西方向の通りはストリート、南北方向の通りはアベニューと呼び分けられている。ストリートは北へ行くほど、アベニューは西へ行くほど数字が大きくなる。市南部および東部においては、1stストリートより南に数字のついたストリートや、1stアベニューより東に数字のついたアベニューが存在し、それぞれ南・東に行くほど数字が大きくなるが、これらの通りにはそれぞれ「サウス」・「イースト」とつけられ、1stストリート以北のストリートや、1stアベニュー以西のアベニューと区別されている。市中心部の商業地区は10th-15thストリート、23rd-29thアベニューの間に概ね収まっており、コロンバス商業歴史地区として1996年に国家歴史登録財に登録されている。13th・14thストリート、および26th・27thアベニューに囲まれた1ブロックを占める、フランクフォート・スクエアと呼ばれる広場はコロンバスの中心として位置づけられており、コロンブス・デーやメモリアル・デーの式典や、ファーマーズマーケットなどのイベントが開かれる。

## 政治

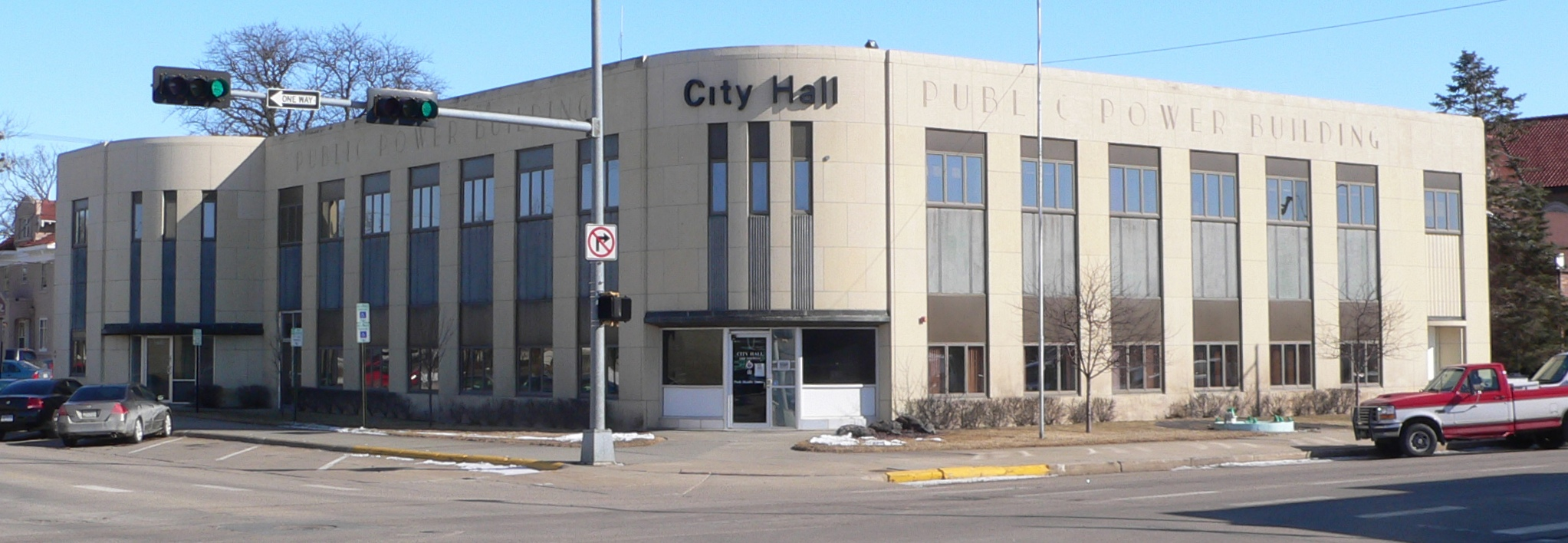
コロンバス市庁舎

コロンバスはシティー・マネージャー制を採っている。市の立法機関である市議会は8人の議員から成っており、市を4つに分けた選挙区から2人ずつが選出される。市議員の任期は4年で、2年ごとに各選挙区1人ずつ、4人が改選される。市議会議長は8人の市議員の中から1人選出される。市長は市議会に出席し、市議員の賛否が同数で自らの票がキャスティング・ボートとなるときのみ、市議員と対等な投票権を有する。また、市長は市議会の可決した条例に対して拒否権を有するが、市議会が全議員の2/3以上の賛成で可決した場合は、市長の拒否権を無効化することができる。市長は全市からの投票で選出され、その任期は4年である。City Adminitrator と呼ばれるシティー・マネージャーは市の行政実務の最高責任者であり、市長に任命され、市議会の過半数の承認によって就任する。シティー・マネージャーは市長および市議会の指揮命令下において効率的に行政実務を遂行し、監督する責任を負う。また、シティー・マネージャーは市長や市議会に対して、市の財政状況を随時報告し、市政府各局長の人事について進言する責任も負う。シティー・マネージャーの他にも、市法務官、市出納役、市書記官兼副出納役、市技師、市医師はいずれも市長に任命され、市議会の過半数の承認を以って就任する。

## 経済
コロンバスの地域経済は農業と製造業によって支えられている。水力発電による安価で豊富な電力が手に入ることから、コロンバスには農業設備関連をはじめとする鉄鋼加工・建設業者のベーレン・マニュファクチャリングの本社が置かれているのに加えて、大企業の工場もいくつか置かれている。医療機器・医薬品メーカーのベクトン・ディッキンソンはコロンバスに2つの工場を置いている。自動車座席メーカーのカマコ・アンビアンもその座席システムの工場の1つをコロンバスに置いている.。世界五大穀物メジャーの1つであるカーギルは、牛挽肉の工場をコロンバスに置いていたが、2015年に同社の牛挽肉部門がウィスコンシン州バトラー（ミルウォーキー郊外）およびテキサス州フォートワースに移転した後、2016年以降は同社の食肉調理品の工場になっている。同じく五大穀物メジャーの一角を成すアーチャー・ダニエルズ・ミッドランドは、コロンバスにトウモロコシ加工の工場を置いている。また、コロンバスは、1951年に創業し、1985年に半導体製造のビシェイ・インターテクノロジージ傘下に入った電機部品会社デールの創業の地であり、ビシェイ・デール・エレクトロニクスとしてこの地で電機部品の製造を続けている。

## 交通
コロンバスに近い商業空港はオマハのエプリー・エアフィールド（IATA: OMA）やリンカーンのリンカーン空港（IATA: LNK）であり、いずれもコロンバスの中心部から100km以上離れている。市中心部から北東へ約2km、市北東部に立地するコロンバス市営空港（IATA: OLU）は、ゼネラル・アビエーションと呼ばれる、自家用機やチャーター機等の発着が主となっている空港で、定期旅客便は就航していない。
コロンバスには州間高速道路は通っていないが、国道30号線と国道81号線が交わる。また、ロスト・クリーク・パークウェイが市の北側を通る環状道路になっている。
市西部にはエクスプレス・アローのバスストップがあり、オマハと州内のノーフォークとを結ぶバスがオマハ方面、ノーフォーク方面とも1日1便停車する。

## 教育

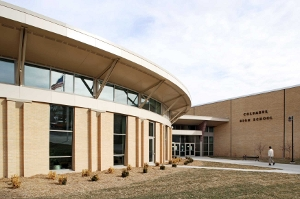
コロンバス高校

コロンバスには4年制大学はキャンパスを置いていないが、2年制のコミュニティ・カレッジであるセントラル・コミュニティ・カレッジが3つあるキャンパスのうちの1つを置いている。
コロンバスにおけるK-12課程はコロンバス公立学区およびレイクビュー・コミュニティ学区の管轄下にある公立学校によって主に支えられている。前者は小学校5校、中学校1校（コロンバス中学校）、高校1校（コロンバス高校）を、後者は小学校2校、中高一貫校（レイクビュー中学校・高校）をそれぞれ有している。また、コロンバスにはカトリック系やルーテル教会系の私立学校もいくつか置かれている。コロンバスの公立学校におけるACTの平均点は全米平均とほぼ同水準で、カトリック系私立学校においては上回っている。

## 文化と名所

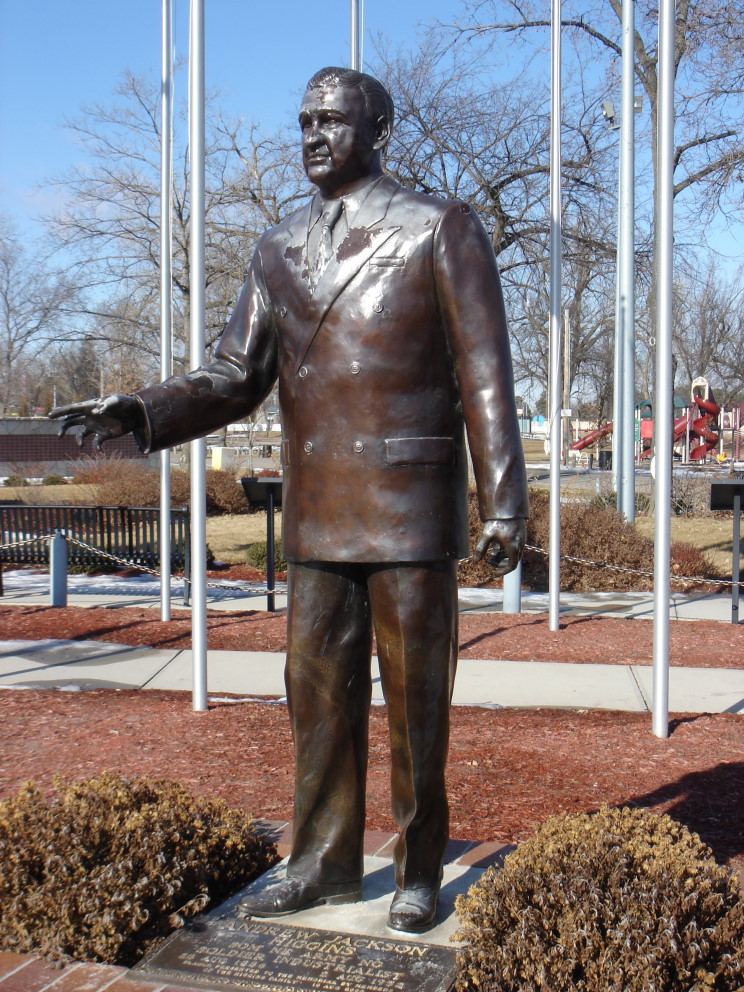
アンドリュー・ジャクソン・ヒギンズ像

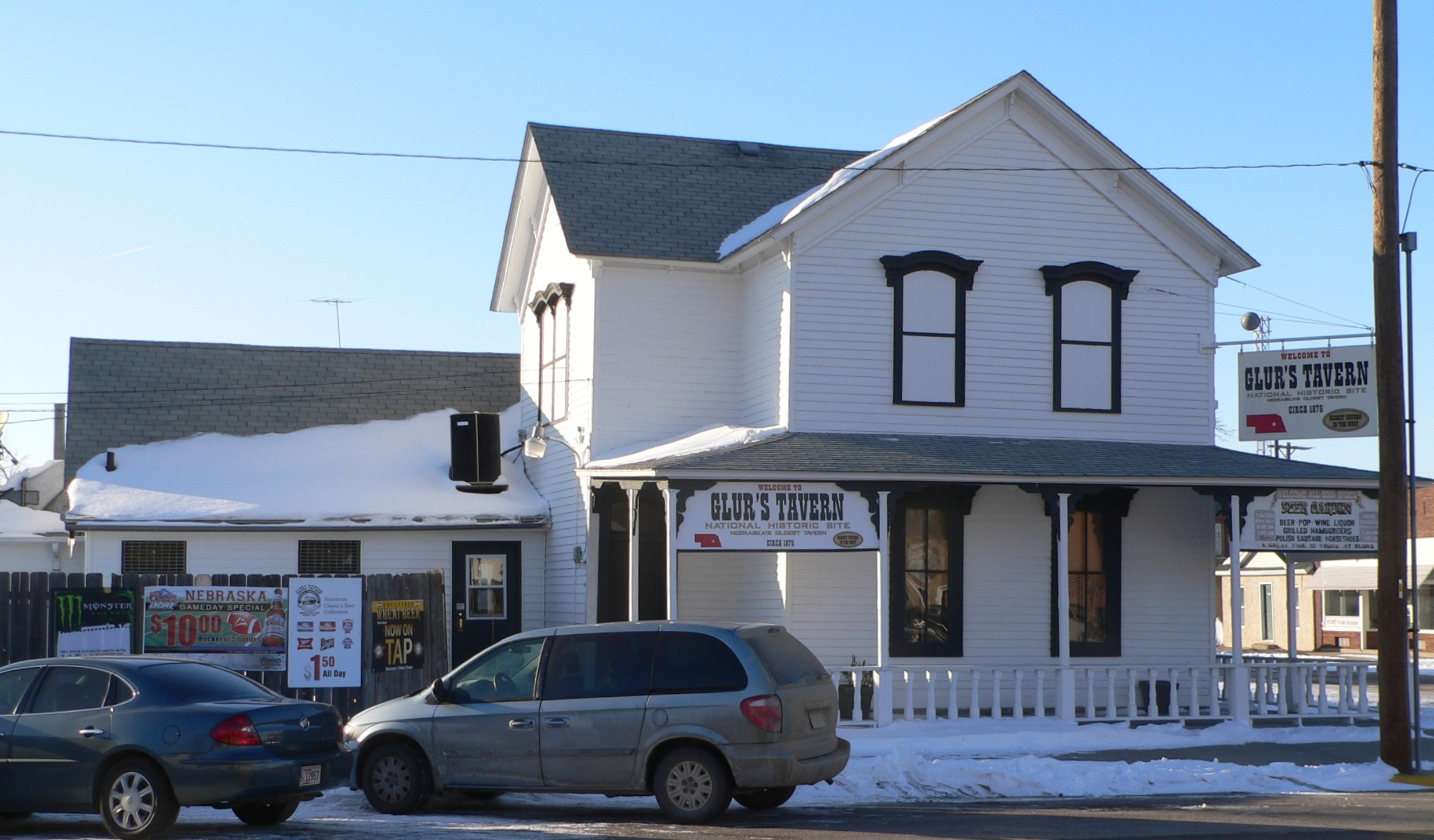
グラーズ・タバーン

市南西部に広がるポーニー公園の一角には、コロンバス出身で、ニューオーリンズで財を成し、第二次世界大戦のヒギンズ・ボートの設計で知られる造船家・実業家アンドリュー・ジャクソン・ヒギンズを讃える、アンドリュー・ジャクソン・ヒギンズ国立記念公園が設けられている。同園内にはヒギンズの銅像が立ち、また、上陸した戦士たちの像と共にヒギンズ・ボートのレプリカが展示されている。また、ノルマンディーや朝鮮、ベトナム等、歴史的に大きな意味を持つ海岸の砂も展示されている。
市中心部に立地するグラーズ・タバーンは1876年に建てられたもので、現在も営業中のものとしてはミズーリ川以西で最古の酒場である。「バッファロー・ビル」ことウィリアム・フレデリック・コディーはコロンバスを頻繁に訪れいていた頃、この店の常連であった。グラーズ・タバーンは1975年に国家歴史登録財に登録された。

## 人口推移
以下にコロンバス市における1870年から2010年までの人口推移をグラフおよび表で示す。コロンバス小都市圏はプラット郡1郡のみから成っている。
| 統計年 | 人口     |
| ------ | -------- |
| 1870年 | 526人    |
| 1880年 | 2,131人  |
| 1890年 | 3,134人  |
| 1900年 | 3,522人  |
| 1910年 | 5,014人  |
| 1920年 | 5,410人  |
| 1930年 | 6,898人  |
| 1940年 | 7,632人  |
| 1950年 | 8,884人  |
| 1960年 | 12,476人 |
| 1970年 | 15,471人 |
| 1980年 | 17,328人 |
| 1990年 | 19,480人 |
| 2000年 | 20,971人 |
| 2010年 | 22,111人 |

## 註
1. 1 2  Mayor's Office. City of Columbus, Nebraska. 2017年4月27日閲覧.
2. ↑  Byron, Michael P. Infinity's Rainbow: The Politics of Energy, Climate, and Globalization. p.66. Algora Publishing. 2006年. ISBN 9780875865096.
3. ↑  “Quickfacts.census.gov”. 2023年12月8日閲覧。
4. ↑  Olson, James C., Ronald C. Naugle, and John C. Montag. History of Nebraska. 4th Ed. p.32. University of Nebraska Press. 2015年. ISBN 978-0803286269.
5. ↑  Emergence of Historic Tribes: The Lower Loup Culture. NebraskaStudies.Org. 2017年4月26日閲覧.
6. ↑  Emergence of Historic Tribes: The Oto & Missouria Tribes. NebraskaStudies.Org. 2017年4月26日閲覧.
7. ↑  Emergence of Historic Tribes: The Omaha & Ponca Tribes. NebraskaStudies.Org. 2017年4月26日閲覧.
8. ↑  The Villasur Expedition - 1720. Nebraska State Historical Society. 2017年4月26日閲覧.
9. ↑  Villasur Sent to Nebraska, The Battle. NebraskaStudies.Org. 2017年4月26日閲覧.
10. ↑  Mattes, p.6.
11. 1 2  Mattes, p.132.
12. 1 2 3  Evans, p.5.
13. ↑  Curry, pp.27–28.
14. ↑  Hyde, George E. Pawnee Indians. p.183. University of Denver Press. 1951年.
15. 1 2 3  Werts, Linda. Platte County, Part 2. Andreas' History of the State of Nebraska. 2017年4月27日閲覧.
16. ↑  Curry, pp.30–31.
17. ↑  UP End of Track Dateline, 1865-1869 (GIF, PDF). Union Pacific Railroad. 2017年4月28日閲覧.
18. ↑  Larsen, Lawrence Harold, Barbara J. Cottrell, Harl A. Dalstrom, and Kay Calame Dalstrom. Upstream Metropolis: An Urban Biography of Omaha and Council Bluffs. p 62. University of Nebraska Press. 2007年. ISBN 978-0803280021.
19. ↑  Curry, p.45.
20. ↑  Evans, p.6.
21. ↑  Howard, Robert W. The Great Iron Trail: The Story of the First Transcontinental Railroad. p.206. Putnam. 1962年.
22. ↑  Kooiman and Butterfield, p.26.
23. ↑  Curry, p.324.
24. ↑  Curry, p.325
25. ↑  Meridian Highway. Drive the Old Spanish Trail. 2017年4月29日閲覧.
26. ↑  Slattery, Christina, Chad D. Moffett, and L. Robert Puschendorf. National Register of Historic Places Registration Form: Meridian Highway. pp.9-10. Nebraska State Historical Society. 2001年7月. 2017年4月29日閲覧.
27. ↑  Puschendorf, L. Robert. National Register of Historic Places Registration Form: Lincoln Highway-Duncan West. pp.6-7. Nebraska State Historical Society. 2007年1月. 2017年4月29日閲覧.
28. 1 2  Fraser, Clayton B. National Register of Historic Places Registration Form: Columbus Loup River Bridge. p.3. Nebraska State Historical Society. 1991年6月30日. 2017年4月29日閲覧.
29. ↑  Puschendorf, L. Robert. National Register of Historic Places Registration Form: Gloe Brothers Service Station. p.6. Nebraska State Historical Society. 2000年3月17日. 2017年4月29日閲覧.
30. ↑  Kooiman and Elizabeth, pp.31-32.
31. ↑  Olson, pp.44–45.
32. ↑  Curry, p.328.
33. ↑  Firth, pp.130–133.
34. ↑  Hydroelectric System. Loup Public Power District. 2017年4月30日閲覧.
35. ↑  Firth, p.124.
36. ↑  Farritor, Sharon. Power and Progress: The History of Loup Power District 1933-2006. p.78. Loup Power District. 2006年.
37. ↑  Firth, p.129
38. ↑  Olspn, p.222.
39. ↑  Firth, pp.139–140.
40. ↑  Firth, pp.139–147.
41. ↑  The Tri-County Project: Public Power in Nebraska. NebraskaStudies.Org. 2017年4月30日閲覧.
42. ↑  Firth, pp.137–138
43. ↑  Curry, p.389.
44. ↑  Firth, p.138.
45. 1 2  Historical Weather for Columbus, Nebraska, United States of America. Weatherbase.com. 2017年5月1日閲覧.
46. ↑  Kooiman and Elizabeth, pp.72-75.
47. 1 2  NEBRASKA - Platte County. National Register of Historic Places. 2017年5月2日閲覧.
48. ↑  Frankfort Square. City of Columbus, Nebraska. 2017年5月2日閲覧.
49. ↑  City Council, City Maps All Wards. City of Columbus, Nebraska. 2017年5月3日閲覧.
50. ↑  "Chapter 30: Form of Government". Columbus, Nebraska City Code. City of Columbus, Nebraska. 2015年7月6日.
51. ↑  "Chapter 31: City Officials". Columbus, Nebraska City Code. City of Columbus, Nebraska. 2015年7月6日.
52. ↑  About. Behlen Manufacturing. 2017年5月3日閲覧.
53. ↑  Columbus, Nebraska (West), Columbus, Nebraska (East). Becton, Dickinson and Company. 2017年5月3日閲覧.
54. ↑  Global Locations. CAMACO-Amvian. 2017年5月3日閲覧.
55. ↑  Cargill to invest $111 million to convert Columbus, Neb., plant; relocate ground beef production to Wisconsin, Texas: Conversion provides new cooked meat capabilities. Cargill. 2015年9月24日. 2017年5月3日閲覧.
56. ↑  Cargill to spend $111 million converting Columbus plant. Lincoln Journal Star. 2015年9月24日. 2017年5月3日閲覧.
57. ↑  Locations: Columbus, NE (Corn Processing). Archer Daniels Midland. 2017年5月3日閲覧.
58. ↑  50-Year Timeline. Vishay Intertechnologies. 2010年. 2017年5月3日閲覧.
59. ↑  Columbus Muni. (Form 5010) Airport Master Record. Federal Aviation Administration. 2017年4月27日. 2017年5月3日閲覧.
60. ↑  Locations, Route Schedules. Express Arrow. 2017年5月3日閲覧.
61. ↑  Home. Central Community College. 2017年5月4日閲覧.
他の2つはグランドアイランドとヘイスティングズに置かれている。
62. ↑  Home. Columbus Public Schools. 2017年5月4日閲覧.
63. ↑  Home. Lakeview Community Schools. 2017年5月4日閲覧.
64. ↑  Area Facts: Schools. Columbus Area Chamber of Commerce. 2010年. 2017年5月4日閲覧.
65. ↑  Home, The Memorial. Andrew Jackson Higgins National Memorial. 2017年5月4日閲覧.
66. ↑  Frear, Shelley. "Buffalo Bill's Columbus Adventure". True West Magazine. 2006年7月1日.
67. ↑  Gibson, Campbell. Population of the 100 Largest Cities and Other Urban Places in the United States: 1790 to 1990. US Census Bureau. 2005年.